# Crystal Brook
Crystal Brook – miasto w Australii, w stanie Australia Południowa.